# 상운사
상운사(祥雲寺)는 조선 숙종 37년(1711년) 북한산성 축성 이후 산성의 수비를 위해 창건된 13개 사찰들 중 하나이다. 영취봉(靈鷲峯:현 염초봉) 아래 현재 행정구역으로 경기도 고양시 덕양구 북한동 370번지에 있으며, 133칸으로 승려 회수(懷秀)가 창건하였다고 전해진다.
순조 13년(1813)에 중창되었으며, 고종 원년에 극락전등을 중건하였다. 명성황후가 국가의 안녕을 위해 기도를 올리기도 하였다고 전해진다. 6.25전쟁 때 대부분이 소실되었으나 다시 중건되었다. 경내에 오래된 향나무가 있다.